# پایاگانا
پایاگانا (به انگلیسی: Pyengana) یک شهرک در استرالیا است که در تاسمانی واقع شده‌است.